# Подчуфарова Ольга Володимирівна
Ольга Володимірівна Подчуфарова (рос. Ольга Владимировна Подчуфарова, нар. 5 серпня 1992 року, Москва, Росія) — російська біатлоністка. Чемпіонка та призерка чемпіонату світу серед юніорів 2013, переможниця та призерка кубку IBU та кубку світу з біатлону. Майстер спорту Росії міжнародного класу.